# Харит, Михаил Давидович
Михаил Давидович Харит (2 июля 1955, Москва) — советский и российский учёный, архитектор, доктор технических наук, профессор, писатель, лауреат премии Ленинского комсомола в области науки и техники, член Союза писателей России.

## Биография, научная и литературная деятельность
Родился 2 июля 1955 года в Москве в семье учёных. В 1977 году окончил Московский институт инженеров транспорта (МИИТ), факультет «Мосты и тоннели». Продолжил обучение в аспирантуре МИИТа.
В 1978—1982 годах участвовал в экспедициях Научно-исследовательского института транспортного строительства Министерства транспортного строительства СССР  по обследованию состояния искусственных сооружений в районах Сибири, Дальнего Востока, Кавказа, Предгорий Тянь-Шаня, Карелии и Ферганской долины. В 1980 году возглавил экспедицию в Средней Азии и Предгорьях Тянь-Шаня, а в 1981-м руководил экспедицией в Карелию. В 1982 году был руководителем экспедиции в Центральной Сибири,,.
По материалам экспедиций в 1981 году защитил кандидатскую диссертацию. Материалы диссертации были включены в нормативные документы по строительству и проектированию СССР: Строительные Нормы (ВСН) , государственный стандарт СССР по проектированию и строительству — СНиП , Технические условия(ТУ) , что позволило существенно расширить область применения столбчатых и свайных конструкций опор мостов и металлических водопропускных труб в мостостроении.
Затем работал в Научно-исследовательском институте транспортного строительства (ЦНИИС) в должности заведующего «Центральной лаборатории защиты металлических и железобетонных конструкций от опасных внешних воздействий» 
В 1989 году стал лауреатом премии Ленинского комсомола в области науки и техники «за создание высокоэффективных методов крепления подземных выработок, сооружаемых в сложных инженерно-геологических условиях, с использованием новых композиционных материалов»
В 1987 году возглавил крупный российский архитектурно-строительный холдинг «Интекс». В 1998—2001 годах, как архитектор, принимал участие в реставрации исторических зданий в России ( Палаты князя Щербатого в комплексе зданий Большого театра ( ГАБТ),  Англии, Италии.
Михаил Харит изобрёл новый искусственный камень (архитектурный бетон) с регулируемым внешним видом, цветом и характеристиками морозостойкости, водонепроницаемости и прочности, а также технологию, получившую название — «ИНТЕКС. Белый камень».. Новый материал и технология предназначались для строительства и реконструкции домов в исторических стилях и были одобрены и рекомендованы к внедрению на объектах города Москвы на заседании Московской городской Думы. Впоследствии эти работы продолжил его сын к.т. н. Харит, Олег Михайлович .
В 1997 году за значительный вклад в развитие Москвы М. Харит был награждён медалью «В память 850-летия Москвы».
В 2001 году М. Харит опубликовал первый том Авторской Энциклопедии Архитектуры «Новый век российской усадьбы»(четыре переиздания).
В 2003 году «The New York Times» и "Chicago Tribune" назвали Михаила Харита одним из самых успешных архитекторов-строителей России,
С начала 2000 годов М. Харит начал проводить исследования в области влияния архитектурного стиля дома на здоровье человека. Он разработал новый алгоритм и создал программу, использующую уравнения регрессионного анализа и ряды Фурье, для анализа собранного статистического материала.
В 2005 году М.Харит опубликовал второй том Авторской Энциклопедии Архитектуры «Красивый дом. Архитектурные идеи разных стран». В этом же году защитил докторскую диссертацию, получил учёную степень доктора технических наук и учёное звание профессора.
Был избран президентом «Объединённого фонда социально-экономических исследований, развития архитектуры, науки, культуры и искусства „Единство“» и принят в члены союза журналистов. Под его руководством издавался периодический журнал «Модерн», в котором публиковались исследования в области архитектуры, видеоэкологии, а так же научные изыскания в области психофизики, философии, нейропсихологии и религии.
Принимал участие в научных экспедициях в Антарктиду, на озеро Лох-Несс, в усадьбу Антуана Томсон д’Аббади, в Пиренеи, в земли катаров и басков, на Египетские пирамиды и Мёртвое море и в археологических раскопках в Израиле, Италии, Греции, Франции. Опубликовал цикл статей по философии, истории религий, каббале, теологии.
В 2006 году М. Харит опубликовал монографию «Тайны святых писаний. Комментарии к Библии и Торе», а в 2008 году вышел третий том Авторской Энциклопедии Архитектуры «Знаменитые дома, замки, усадьбы».
В период 2014-2015 годов участвовал в международных археологических экспедициях в Пиринеях и Альпах.
В 2015 году М. Харит опубликовал художественный роман-дилогию «Рыбари и виноградари». Первая книга дилогии «Рыбари и виноградари. Королева принимает по субботам» имела два переиздания за 2016 год. 
Номинация на премию Роскон в 2017 году.. Аудиоверсия книги в исполнении заслуженного артиста Российской Федерации Сергея Чонишвили вышла в 2017 году.
В 2021 году вышла вторая книга дилогии «Рыбари и виноградари. В начале перемен». Аудиоверсия новой книги  «Рыбари и виноградари. В начале перемен» вновь в исполнении Сергея Чонишвили была выпущена в 2021 году .
Рассказы и отдельные  главы  из книг М. Харита публиковались в журналах «Уральский следопыт»,«Модерн», «Вторник»,  «Литературно», «Техника — молодёжи»,, «Topos»,,
журнал «Новый свет»(Канада) , «Москва»,
журнал «Кольцо А», журнал «Дон», информационный портал о культуре « Ревизор.ru », журнал «Север».
В 2021 году был принят в Союз писателей России (Московское отделение).
В 2022 году роман «Рыбари и виноградари» вошёл в шорт-лист Международной литературной премии в области фантастики имени Аркадия и Бориса Стругацких («АБС-премия»).
В том же 2022 году два крупных российских издательства АСТ и Рипол-классик почти одновременно выпустили новую книгу Михаила Харита «Карнавал Ар-Мегиддо» ,.
В 2023 году издательство АСТ выпустило двухтомник «Рыбари и виноградари» в новой авторской редакции.
Критики относят литературное творчество Михаила Харита к понятию магический реализм - художественный метод, в котором иррациональные (мистические) элементы включены в реальную картину мира. Андрей Щербак-Жуков отмечает, что роман «Рыбари и виноградари» – «настоящий герметический роман, заставляющий вспомнить «Иосифа и его братьев» и «Волшебную гору» Томаса Манна».
В беседе с критиком Ольгой Балла по поводу магического реализма его книг, Харит заметил: «…само понятие «магии» очень относительно. Например, в Ветхом Завете (и Торе) существует заповедь мыть руки перед едой. То есть обычная гигиена рассматривалась как религиозно-мистическая практика».
Литературный критик, профессор Московского литературного института им.А.М. Горького, доктор философских наук Константин Кедров о литературном творчестве М.Харита : 

Чувствуется научная логика, эрудиция автора, умение сопоставить факты, спрессовать их и выстроить гипотезу, теорию и даже учение. Михаил Харит – доктор наук, профессор, археолог, путешественник и исследователь религий. Он легко затягивает читателя в парадоксальный, виртуальный, но убедительный мир.
Литературный критик, редактор отдела философии и культурологии журнала «Знание — сила», редактор отдела критики и библиографии журнала «Знамя» Ольга Балла отмечает, что в своём литературном творчестве Михаил Харит: 

…предлагает собственную онтологию - подробно разработанную версию устройства мира в целом и собственную же мифологию .
Главный редактор Литературной газеты, поэт, прозаик, публицист, критик, переводчик   Максим Замшев пишет о романах Михаила Харита : 

В отличие от апокалиптики и постапокалиптики от Джона Кристофера до Дмитрия Глуховского и Георгия Зотова, Харит не опускается до приемов дешевой беллетристики и комиксов для подростков. У него все куда серьезнее. Сведущий в теологии, он детально знает, о чем пишет. Более того, чувствуется: все необычные места планеты, о которых тут идет речь, автор посещал сам, а в большинстве невероятных событий, пожалуй, и участвовал .
Литературный критик, литературовед, доктор исторических наук, кандидат филологических наук, академик РАЕН и ПАНИ, секретарь Союза писателей Москвы, главный редактор журнала "Литературные знакомства" Лола Звонарёва отмечает: 

 Учёный, доктор технических наук, писатель Михаил Харит остро ощущает непознаваемость окружающего нас мира... Энергичный, афористично-выразительный, выдержанный в хемингуэлевском духе с упором на глагол и простое лаконичное предложение стиль Михаила Харита завораживает.
Литературный критик, писательница, биограф, публицист, журналист Анастасия Ермакова в эссе «Сердечная лотерея» о творчестве М.Харита пишет: 

 Два полюса, два эмоциональных реестра ярче всего характеризуют художественную манеру Михаила Харита. С одной стороны – трогательность и лиричность, с другой – цепкая ироничность, имеющая в свою очередь множество оттенков: от сочувствия до откровенной насмешки. Отсюда и уникальная авторская интонация, и своеобразный ритм прозы.
Литературный критик, писатель и журналист Андрей Щербак-Жуков отмечает:

Николай Рерих и Елена Блаватская. Эти имена невольно вспоминаются при прочтении книг Михаила Харита… И с ними, конечно, связаны тайны и тайны...
М.Харит является мастером спорта по боксу, увлекается карате кёкусинкай и рукопашным боем.

## Награды
- Премия Ленинского комсомола в области науки и техники (1989).
- Медаль «В память 850-летия Москвы» (1997).